# Supergromada w Lwie
Supergromada w Lwie – supergromada galaktyk znajdująca się w gwiazdozbiorach Lwa i Wielkiej Niedźwiedzicy w odległości 440 milionów lat świetlnych.
Supergromada w Lwie nie została przebadana całościowo. Bardziej dokładne badania prowadzono nad poszczególnymi gromadami ze szczególnym uwzględnieniem Abell 1185. W 2000 roku zespół badaczy stworzył katalog galaktyk tej gromady i jej okolic.
Najbogatszą gromadą Supergromady w Lwie jest Abell 1185, większość innych gromad to uboższe struktury o klasie obfitości 0. Do tej supergromady zalicza się również gromadę Abell 1314, która jest położona w pewnym oddaleniu na północ od supergromady i w rzeczywistości może nie być jej członkiem.
| Nazwa      | Rektascensja (J2000) | Deklinacja (J2000) | Redshift (z) | Odległość w mln ly | Klasa obfitości |
| ---------- | -------------------- | ------------------ | ------------ | ------------------ | --------------- |
| Abell 999  | 10h 23m 24s          | +12° 51′ 00″       | 0,0311       | 430                | 0               |
| Abell 1016 | 10h 27m 00s          | +10° 59′ 00″       | 0,0310       | 425                | 0               |
| Abell 1142 | 11h 00m 54s          | +10° 33′ 00″       | 0,0337       | 465                | 0               |
| Abell 1177 | 11h 09m 30s          | +21° 42′ 00″       | 0,0304       | 420                | 0               |
| Abell 1185 | 11h 10m 48s          | +28° 41′ 00″       | 0,0313       | 430                | 1               |
| Abell 1228 | 11h 21m 30s          | +34° 20′ 00″       | 0,0340       | 465                | 1               |
| Abell 1257 | 11h 26m 06s          | +35° 19′ 00″       | 0,0332       | 455                | 0               |
| Abell 1267 | 11h 27m 54s          | +26° 51′ 00″       | 0,0317       | 435                | 0               |
| Abell 1314 | 11h 34m 48s          | +49° 02′ 00″       | 0,0323       | 445                | 0               |